# Nader Kranke
Nader Kranke, eigentlich Horst Günter Kranke (* 18. Februar 1935 in Königsberg) ist ein deutscher Maler, Schauspieler, Autor und auf vielen anderen künstlerischen Gebieten tätig.

## Leben
Nader wurde als Sohn des Schmiedemeisters Fritz Kranke und seiner Frau Emma geboren. Er verbrachte seine Kindheit in den zehn Jahren zwischen 1935 und 1945 in Bärwalde, nahe Königsberg. Nach der durch den Zweiten Weltkrieg veranlassten Flucht und einem dreijährigen Aufenthalt im Flüchtlingslager Oksbøl in Dänemark, bekam er in Bad Segeberg, Schleswig-Holstein, eine zeichnerische und journalistische Ausbildung und schloss 1956 mit dem Abitur die Schule ab.
Im selben Jahr begann er in Köln das Studium der Theaterwissenschaft und Literaturgeschichte an der Universität zu Köln, nahm zudem Schauspielunterricht und schrieb erste eigene Stücke.
An der Studiobühne Köln wurden mehrere seiner Stücke aufgeführt (häufig mit ihm selbst in den Hauptrollen) unter anderem das Skandalstück "Jussopoff und die Aufpasser". In den folgenden Jahren rückten bildnerische und plastische Arbeiten in den Vordergrund Naders künstlerischer Arbeit, seine Theateraktivitäten konzentrierten sich auf Ein-Mann-Theater.
1958 heiratete er die Iranerin Ferry Teymurian. Er nahm den Namen Nader an, der von diesem Zeitpunkt an auch sein Künstlername ist. Aus der Ehe gingen die Töchter Katayon und Natascha, die Enkelkinder Pablo Giw, Roxana, Omid und Joshua hervor.
Von 1969 bis 1994 war Nader Leiter der Iran-Redaktion der Rundfunkanstalt Deutsche Welle in Köln. Zahlreiche Aufenthalte in Iran waren an der Tagesordnung, die persische Farb- und Formenwelt wirkte mit einem starken Einfluss auf seine bildnerischen Arbeiten.
1969 fand die erste Einzelausstellung, „Bilder und Skulpturen nach persischen Motiven“ in Düsseldorf statt, in der Folge Einzelausstellungen im In- und Ausland.
Von 1987 an folgten ausschließlich Atelierausstellungen, zudem befinden sich zahlreiche Bilder, Objekte und Skulpturen in vielen in- und ausländischen Privatsammlungen.